# Партија албанског народног фронта
Партија албанског народног фронта (алб. Partia Balli Kombëtar Shqiptar, PBK) је албанска националистичка политичка странка у Албанији, Србији и Северној Македонији.

## Историја
Почетком 1990-их Бали Комбетар је поново покренут у Албанији као политичка странка. Основао ју је преживели балиста Абаса Ермењија који је побегао из Албаније када су комунисти прогласили победу 1945. године. Године 1996. освојика је 5% гласова и два мандата у парламенту. Од тада је број гласача опао. На изборима 2001. била је део коалиције Савез за победу, која је освојила 37,1% гласова и 46 мандата.

## Идеологија
Изузетно подсећа на свог претходника, Бали Комбетар. Народни фронт је независна политичка формација, чији су циљеви да уједини албански народ који живи унутар и ван граница Албаније без обзира на род, веру и друштвени статус. Настоји да створи услове духовног, културног и политичког јединства албанског народа унутар и ван Албаније. Залаже се за висок економски и образовни развој Албанаца, као и јачање правне основе албанске државе, институција, као и за просперитет земље и унапређење материјалне културе албанског народа.